# Claudius Maria Paul Tharin
Claudius Maria Paul Tharin (französisch Claude-Marie-Paul Tharin; * 24. Oktober 1787 in Besançon; † 14. Juni 1843 in Straßburg) war Bischof von Straßburg.

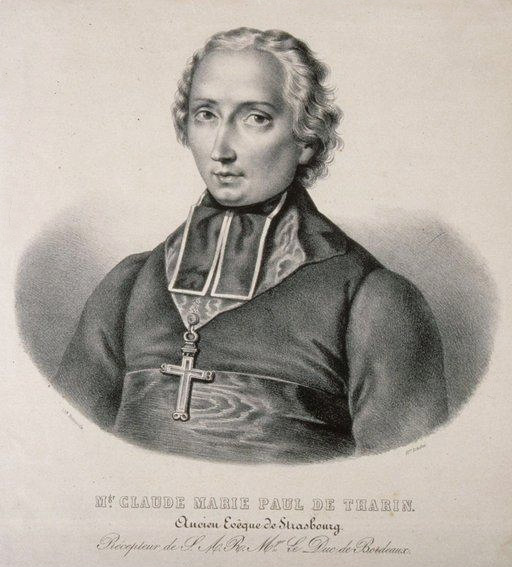
Claude-Marie-Paul Tharin

## Leben
Claudius Maria Paul Tharin wurde am 21. Dezember 1811 zum Priester geweiht und 1823 Bischof von Straßburg. Die Bischofsweihe fand am 19. Januar 1824 durch Denis-Antoine-Luc de Frayssinous statt.
Er resignierte am 3. April 1827 und starb am 14. Juni 1843.